# RoboCop (videojuego de 1988)
RoboCop es un videojuego de arcade beat 'em up/run and gun desarrollado y publicado por Data East en 1988 basado en la película del mismo nombre de 1987. Ocean Software le otorgó una sublicencia a Data East, que obtuvo los derechos de Orion Pictures en la etapa de guion.

## Jugabilidad
Robocop es un juego híbrido, que presenta elementos de los títulos beat 'em up y run and gun.

## Lanzamiento
A pesar de ser un juego arcade, aparecieron numerosas versiones para computadoras domésticas y consolas de videojuegos . El primer grupo fue lanzado en 1988 para Apple II, PC compatibles, Amiga y Atari ST. Los puertos de Apple y PC fueron desarrollados por Quicksilver Software, mientras que las versiones Amiga y ST fueron desarrolladas directamente por Ocean. Data East publicó el juego en Norteamérica. Un puerto NES siguió en 1989, desarrollado por Sakata SAS Co, y una versión para TRS-80 CoCo 3. Ocean desarrolló y publicó una versión para Game Boy en 1990.
En 1989, Ocean lanzó un juego Robocop diferente que solo tenía un parecido suelto con las arcade; Esta versión fue producida para Commodore 64, MSX, ZX Spectrum, Tandy Color Computer 3 y Amstrad CPC, así como para PC compatibles, lo que significa que las PC terminaron con dos juegos de Robocop completamente diferentes para el público norteamericano y europeo. Al igual que con muchos títulos C64 de Ocean, se lanzaron versiones de casete y disco; La versión norteamericana (también publicada por Data East) se basó en la versión del disco. Todas las versiones de C64 de RoboCop eran conocidas por tener un gran número de errores; en 2015, el grupo de crackers Nostalgia lanzó un Robocop completamente corregido de errores compatible con máquinas PAL y NTSC. Se planificó un puerto del juego para el Atari Jaguar, pero nunca se lanzó.

## Recepción
La versión de ZX Spectrum de RoboCop logra un éxito de crítica, recibiendo un premio CRASH Smash de CRASH, 94% en Sinclair User y Your Sinclair le otorgó un 8.8 de 10, también posicionado 94 en el listado oficial Your Sinclair top 100. La opinión general fue que este juego fue mejor que el juego original de arcade. Su captura del material original, el desplazamiento suave y su animación, se destacaron también la captura de voz y los efectos de sonido.
Además, la versión de RoboCop de ZX Spectrum fue uno de los juegos más vendidos de todos los tiempos en esa plataforma y fue número uno en las listas de ventas durante más de año y medio. Entró en las listas en abril de 1989, y seguía posicionado entre los cinco primeros lugares en febrero de 1991. Los lectores de YS votaron por él, quedando como el 9º mejor juego de todos los tiempos.
El tema del título de las versiones de Ocean Software (compuesto por Jonathan Dunn) se ha hecho conocido por su melodía serena y tranquila, que contrasta fuertemente con el tono del juego real y el material original; La versión del tema que se escuchó en el puerto de Game Boy fue posteriormente autorizada por la empresa europea de electrodomésticos de cocina Ariston para su uso en una serie de anuncios de televisión. La canción también se utilizó como tema principal para el documental de Charlie Brooker, How Videogames Changed the World, así como la música para el corto de Internet, "Dilbert 3". La canción fue muestreada en la canción de Lil B, "In Down Bad", de su mixtape "White Flame".

## Curiosidades
El tema del título del videojuego de Robocop (específicamente la versión de Game Boy ) también fue utilizado como la música de una serie de anuncios de televisión por la compañía europea de aparatos de cocina Ariston Ariston .